# Irondale (Misuri)
Irondale es una ciudad ubicada en el condado de Washington en el estado estadounidense de Misuri. En el Censo de 2010 tenía una población de 445 habitantes y una densidad poblacional de 317 personas por km².

## Geografía
Irondale se encuentra ubicada en las coordenadas 37°50′15″N 90°40′13″O / 37.83750, -90.67028. Según la Oficina del Censo de los Estados Unidos, Irondale tiene una superficie total de 1.4 km², de la cual 1.38 km² corresponden a tierra firme y (1.66%) 0.02 km² es agua.

## Demografía
Según el censo de 2010, había 445 personas residiendo en Irondale. La densidad de población era de 317 hab./km². De los 445 habitantes, Irondale estaba compuesto por el 97.53% blancos, el 0% eran afroamericanos, el 0.22% eran amerindios, el 0% eran asiáticos, el 0% eran isleños del Pacífico, el 0% eran de otras razas y el 2.25% pertenecían a dos o más razas. Del total de la población el 0.9% eran hispanos o latinos de cualquier raza.